# Pericolosa partita
Pericolosa partita (The Most Dangerous Game), anche conosciuto come Caccia fatale e La pericolosa partita, è un film statunitense del 1932, diretto da Irving Pichel e da Ernest B. Schoedsack, ispirato al racconto breve La partita più pericolosa (The Most Dangerous Game) del 1924 dello scrittore Richard Connell.
Il film ha avuto vari rifacimenti.

## Trama
Navigando nel Pacifico, uno yacht si fracassa su degli scogli semisommersi. L'unico sopravvissuto è un famoso cacciatore, Robert Rainsford. L'isola dove approda è abitata da un aristocratico cosacco sfuggito alla rivoluzione del 1917, il conte Zaroff che ha restaurato un'antica fortezza nella quale dimora con pochi servitori. Nella fortezza si trovano altri due sopravvissuti a un precedente naufragio: Eva Trowbridge e suo fratello Martin, bevitore accanito.

Il conte si rivela ospite affabile e intrattiene Rainsford e gli altri parlando della sua passione totalizzante per la caccia che lo ha condotto a sperimentare diversi tipi di armi e di prede. Racconta che, dopo essere stato ferito da un bufalo in un grave incidente, egli aveva quasi perduto la passione per la caccia, ma è infine riuscito a trovare un rinnovato interesse cacciando sulla sua isola quella che definisce "la preda più pericolosa". Nonostante la curiosità di Rainsford, il conte non si lascia sfuggire altri particolari, ma promette di rivelare tutto solo quando usciranno a cacciare insieme.

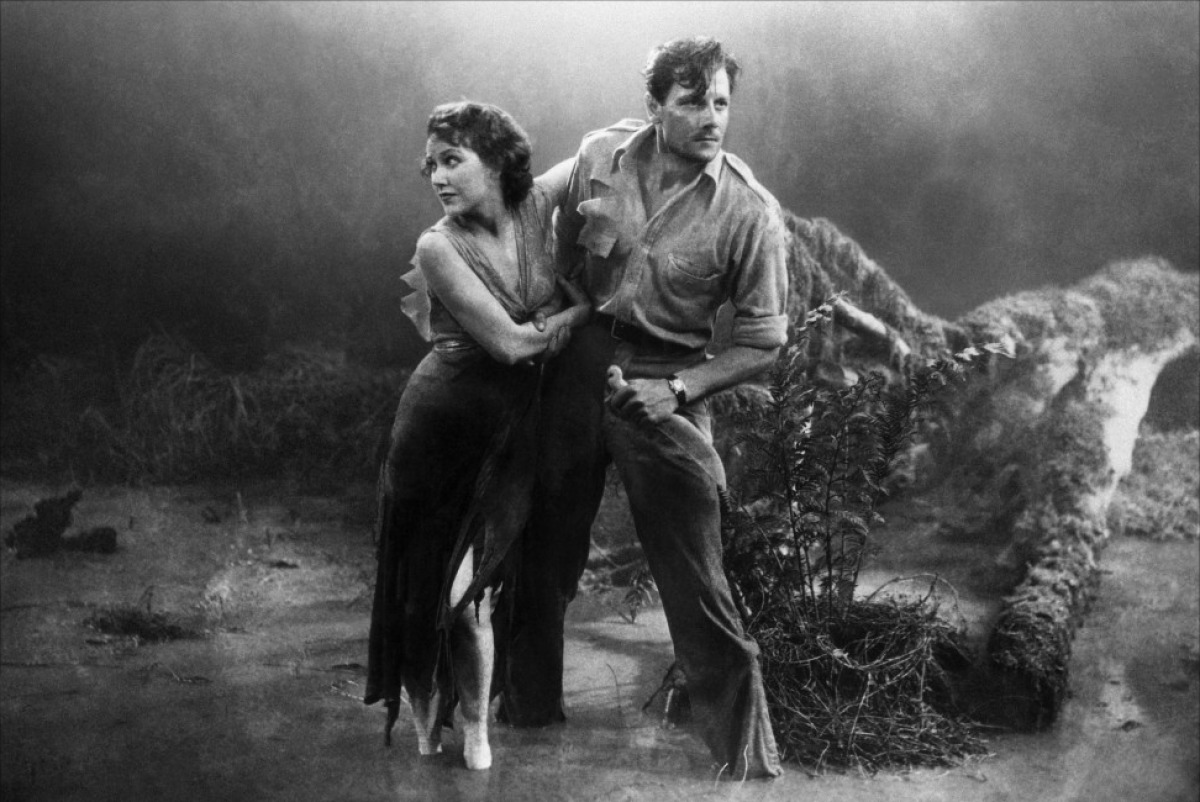
Fay Wray e Joel McCrea "cacciati" da Zaroff

Durante la serata, Eva rivela a Robert che altre due persone, due marinai, erano sopravvissute al loro naufragio, ma che sono sparite dopo aver visitato la stanza dei trofei del conte. Durante la notte, Eva e Robert entrano di nascosto nella stanza e qui scoprono che i declamati trofei del conte sono teste umane. In quel momento giunge il conte con il cadavere di Martin, ucciso dal conte stesso durante la caccia. Zaroff, grande amante dell'attività venatoria, ha deciso da tempo di dedicarsi a quella che considera la caccia più eccitante, la caccia alla bestia più intelligente, quella che può dare le emozioni maggiori: la caccia all'uomo. Tutti i naufragi che capitano nei pressi dell'isola sono provocati da lui. Coloro che sopravvivono, vengono accolti al principio come ospiti, per poi divenire le sue prede. Ora tocca a Robert fare da preda, ed Eva decide di unirsi a lui: nel caso in cui Rainsford venga ucciso, sarebbe costretta a divenire l'amante del conte.
Robert ed Eva riescono dopo una terribile nottata a sfuggire all'arco e al fucile di Zaroff, ma quest'ultimo, nonostante abbia perso, cerca di uccidere Robert, finendo trafitto da una freccia del proprio arco, mentre i due prendono il largo a bordo della lancia del conte.

## Produzione
The Most Dangerous Game e King Kong sono due film girati contemporaneamente praticamente dalla medesima troupe, produzione e regia di Ernest B. Schoedsack e di Merian C. Cooper, con la musica di Max Steiner e con le stesse scenografie: il primo veniva girato di giorno, l'altro di notte. Fay Wray, protagonista di entrambi i film, è ai suoi primi ruoli cinematografici.

## Distribuzione
Distribuito dalla RKO Radio Pictures, il film uscì nelle sale statunitensi il 16 settembre 1932. Il 20 ottobre dello stesso anno, fu presentato in prima a Londra per poi uscire nel Regno Unito il 27 febbraio 1933. La pellicola uscì nelle sale italiane nella stagione 1934/1935, come si evince dal bollettino dell'Anonima Pittaluga nº47 del 1934, prima distributrice del film.
La pellicola è entrata nel pubblico dominio negli Stati Uniti.

## Rifacimenti
- A Game of Death, regia di Robert Wise, versione del 1945
- La preda umana, regia di Roy Boulting, versione del 1957
- La preda nuda, regia di Cornel Wilde, versione del 1966
- Senza tregua, regia di John Woo, versione del 1993